# Bachmühlbach
Der Bachmühlbach ist ein insgesamt 9,8 km langer, rechter Zufluss der Schwarzen Laber in der Fränkischen Alb in Bayern.

## Geographie

### Verlauf
Der periodische Oberlauf des Bachmühlbaches beginnt in Painten in Niederbayern, verläuft dann durch das Paintener Tal über die Grenze zur Oberpfalz und wird erst nach etwa 7,8 km ab der Bachmühlbachquelle ganzjährig mit Wasser gespeist.
Er fließt direkt nach der Karstquelle sehr langsam und ist sofort mehrere Meter breit. Er verläuft in nordöstliche Richtung und unterquert bei Neudeuerling die St 2660. Dort mündet der Bachmühlbach an der Staustufe Deuerling in die Schwarze Laber.

### Bachmühlbachquelle

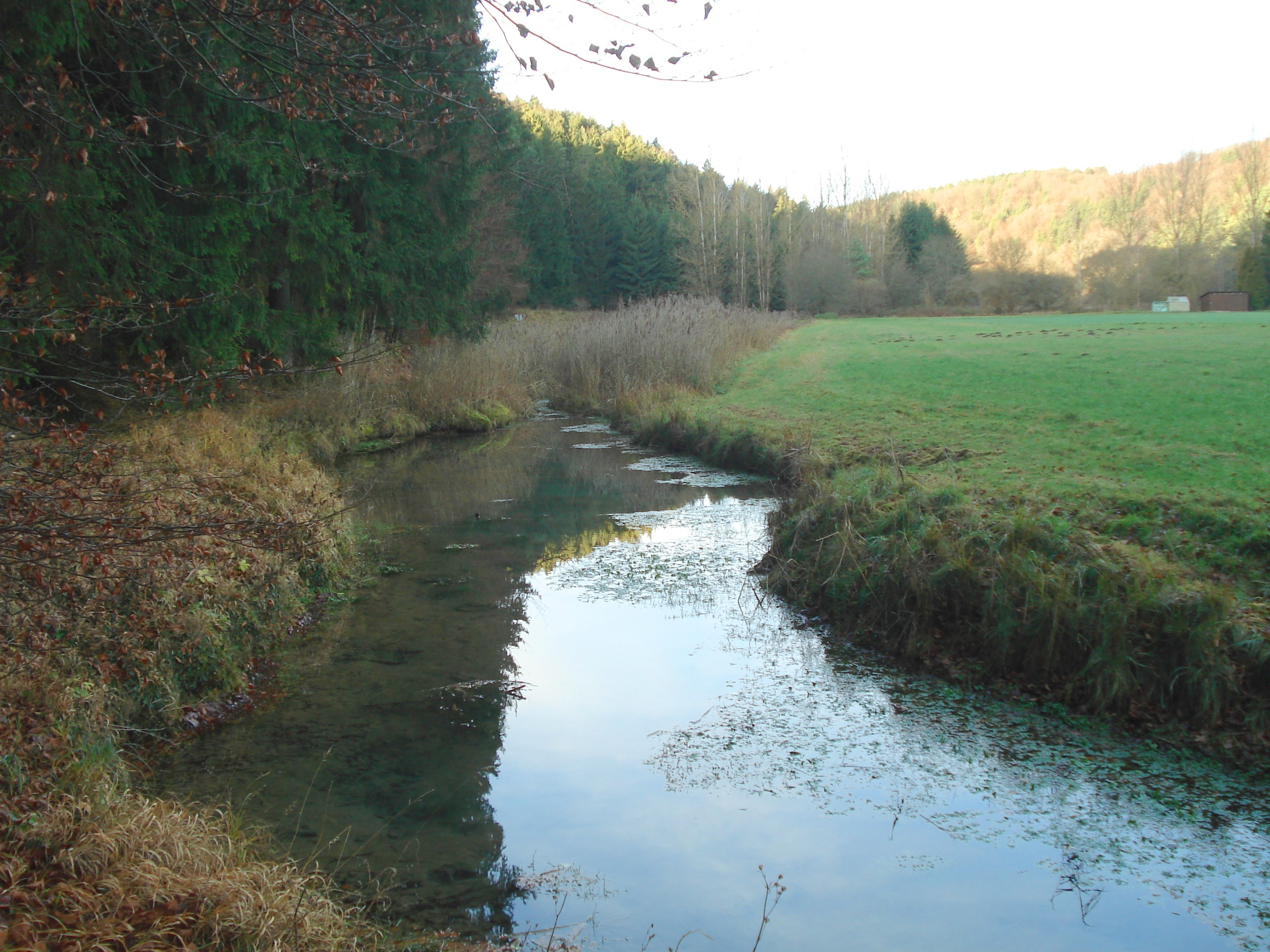
Die Bachmühlbachquelle westlich der Bachmühle

Die Bachmühlbachquelle befindet sich westlich der Bachmühle. Aus mehreren Quelltrichtern steigt das Wasser der Karstquelle nach oben. Sie wurde als Naturdenkmal ausgewiesen. Zu dessen Sicherung erstreckt sich der Schutz auch auf die unmittelbare Umgebung. Die außerordentlich konstante Schüttung beträgt durchschnittlich etwa 100 l/s.
Die Quelle ist vom Bayerischen Landesamt für Umwelt als Geotop 375Q001 ausgewiesen. Siehe hierzu auch die Liste der Geotope im Landkreis Regensburg.